# Vaucelles (Calvados)
Vaucelles es una comuna francesa del departamento de Calvados y de la región de Normandía.

## Geografía
La comuna está en Bessin. Su pueblo está a 3 kilómetros al oeste de la frontera con Bayeux, a 7 kilómetros al sur de Port-en-Bessin-Huppain y  a 13 kilómetros al este de Trévières.
Vaucelles está regado por el río Drôme y atravesado por la Route nationale 13, eje París-Cherburgo.

## Urbanismo
Según la terminología definida por el INSEE y la zonificación publicada en 2020, Vaucelles es un municipio urbano. En efecto, pertenece a la unidad urbana de Bayeux, una aglomeración intradepartamental que reagrupa 6 municipios, y 17.775 habitantes en 2017, de los cuales es el suburbio.
Además, el municipio forma parte del zona de influencia de Bayeux, de la cual es un municipio de la corona. Esta área, que incluye 29 municipios, está categorizada en áreas de menos de 50.000 habitantes.

## Toponimia
El nombre de la localidad está atestiguado en la forma Vacellae en 1066.
El topónimo proviene de latín bajo vallicella, "valle pequeño".
El gentilicio es Vaucellois.

## Política y administración
El concejo municipal tiene once funcionarios electos, incluido el alcalde y dos diputados.

## Lugares y monumentos
- Iglesia de Saint-Cyr-et-Sainte-Julitte del siglo XIII catalogado como monumento histórico.[14]
- Castillo del siglo XIV catalogado como monumento histórico.[15]
- Finca y palomar del siglo XVII.

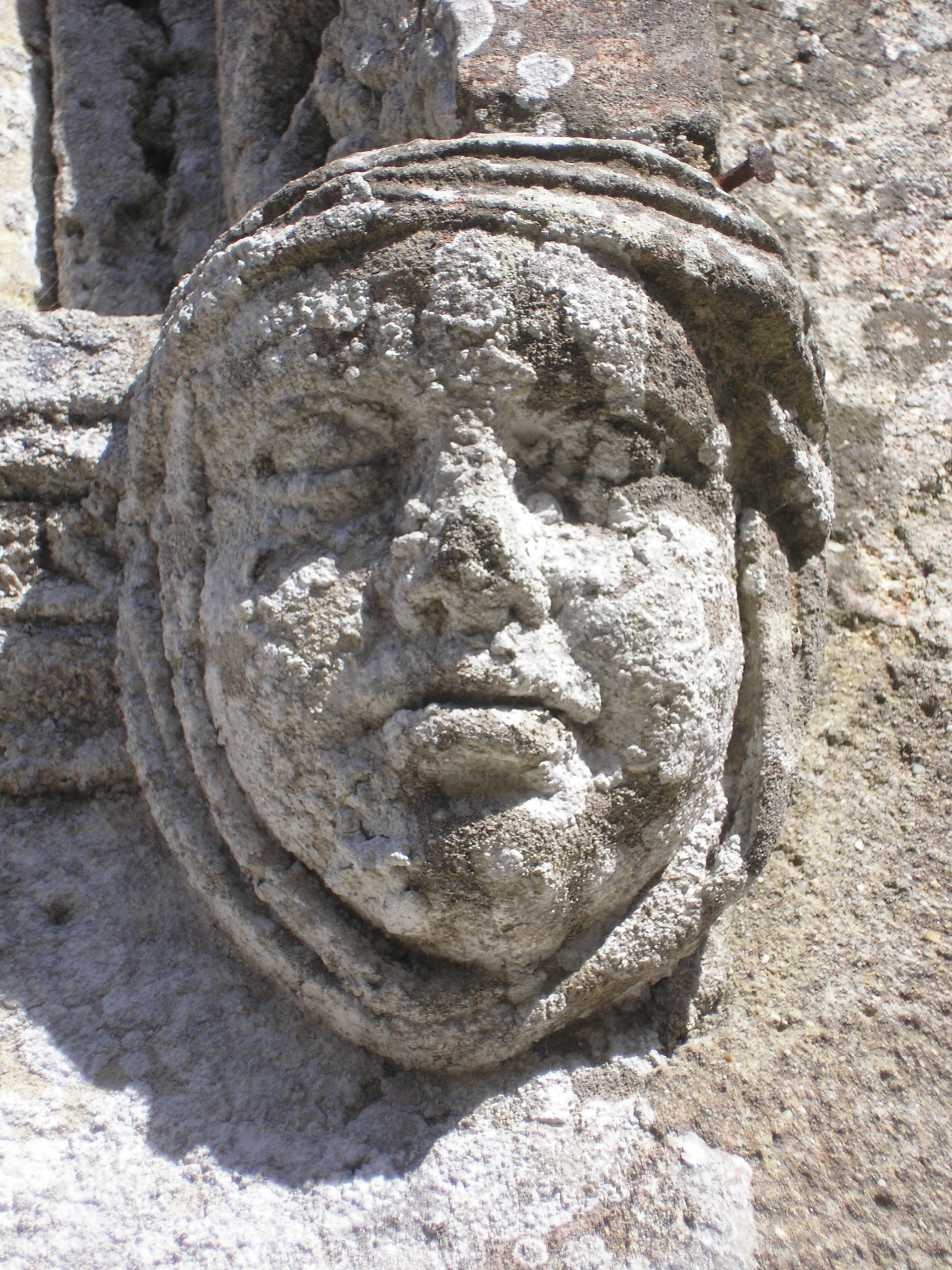
Mascarón del portal de la iglesia Saint-Cyr-et-Sainte-Julitte.
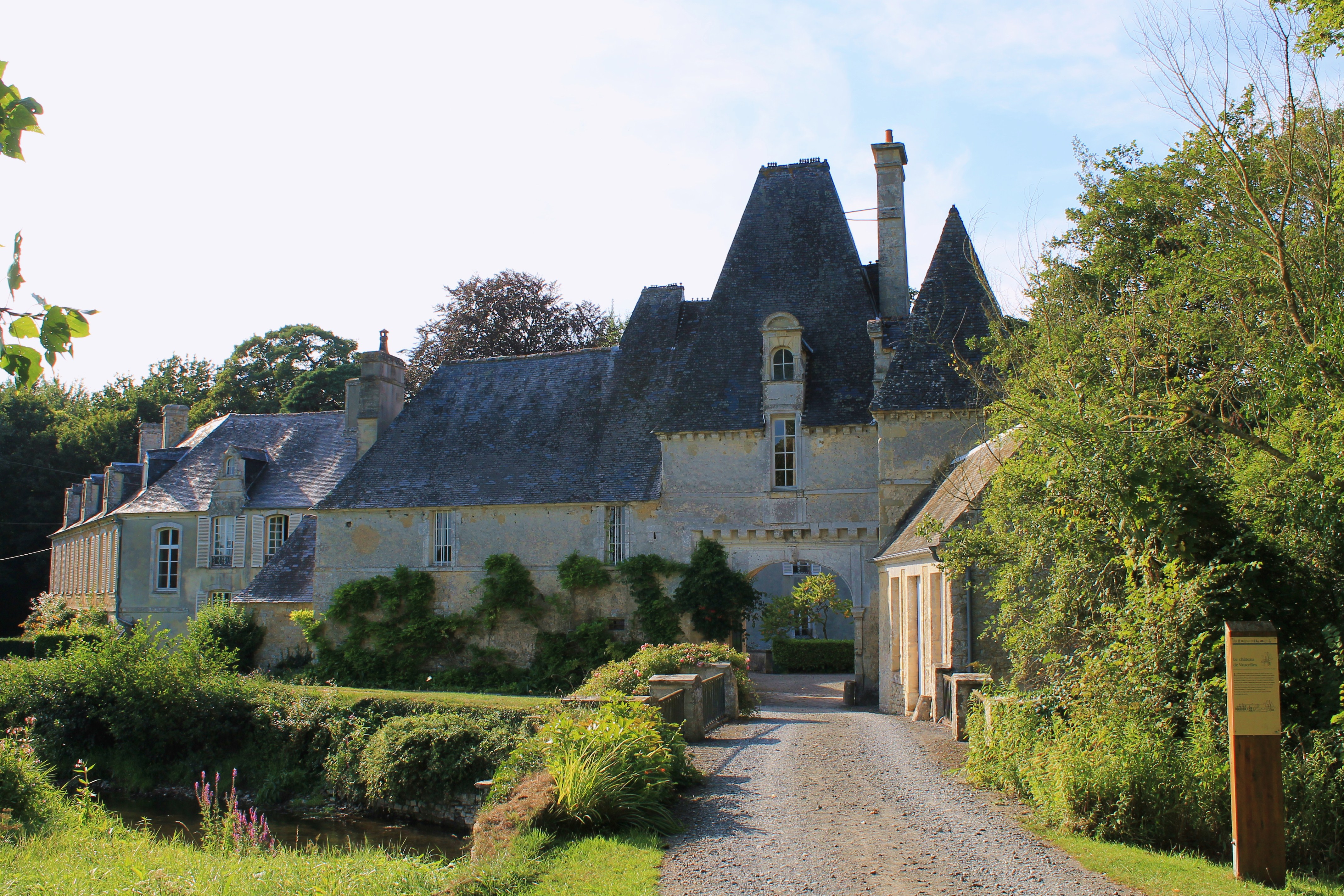
Castillo de Vaucelles.
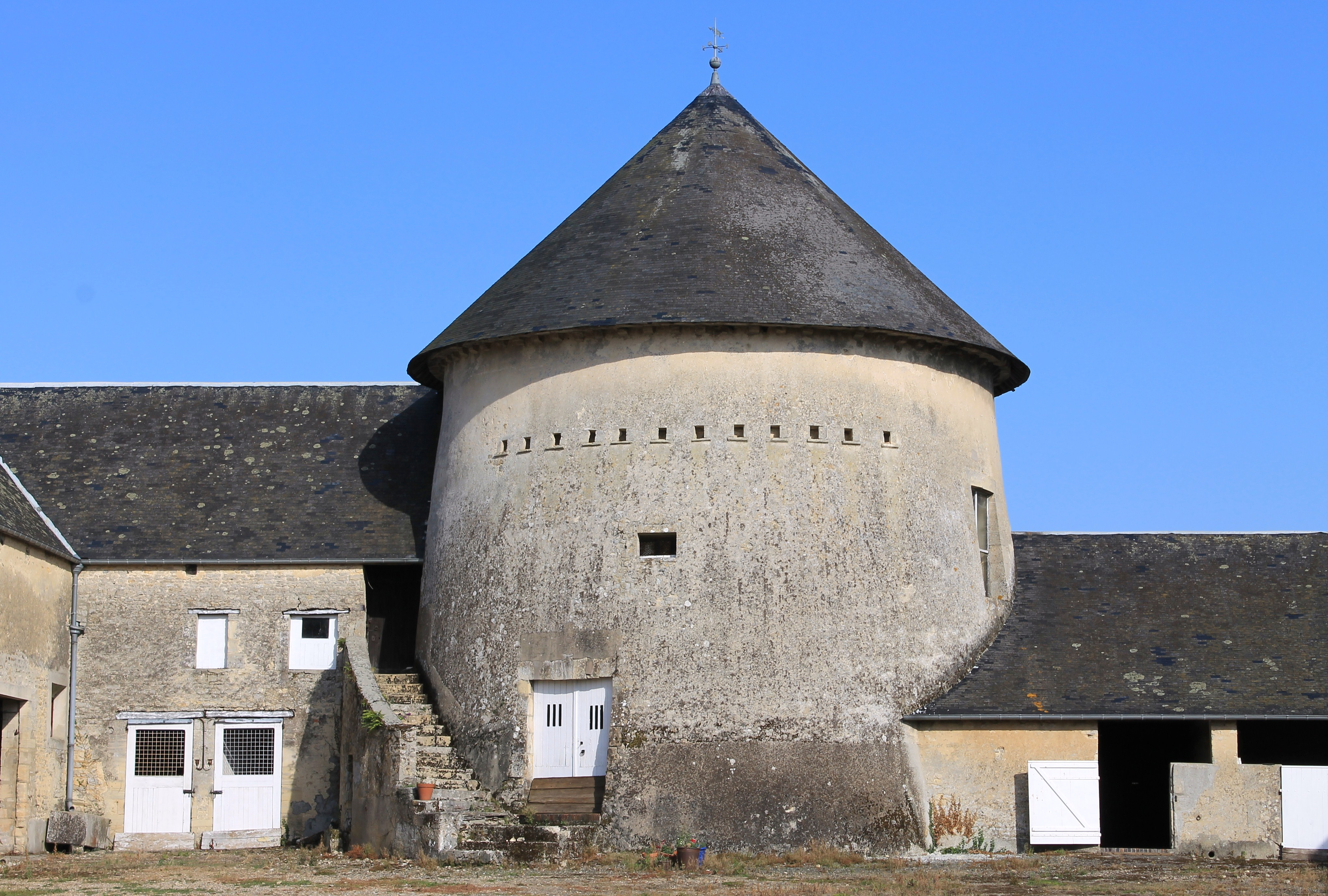
Palomar de Vaucelles.

## Demografía
| 231 | 187 | 192 | 195 | 217 | 213 |
| Para los censos de 1962 a 1999 la población legal corresponde a la población sin duplicidades (Fuente: INSEE [Consultar]) |     |     |     |     |     |